# Cyril Cusack
Cyril James Cusack (Durban, 26 novembre 1910 – Londra, 7 ottobre 1993) è stato un attore irlandese, apparso in carriera in più di 90 film.

## Vita privata
Nato in Sudafrica da madre inglese, Alice Violet Cole, e padre irlandese, James Walter Cusack, nel 1945 sposò l'attrice Maureen Kiely, deceduta nel 1977 per problemi cardiaci; dal matrimonio nacquero cinque figli: Paul (regista); Sinéad (attrice); Sorcha (attrice); Niamh (attrice) e Pàdraig (produttore). Nel 1979 Cusack convolò a nuove nozze con Mary Rose Cunningham, con la quale aveva una relazione già ai tempi del primo matrimonio. Da lei ebbe una figlia, Catherine, anch'essa attrice; il loro matrimonio durò fino al 1993, anno della morte di Cusack, dovuta a una forma atipica di SLA.

## Filmografia parziale

### Cinema
- Fuggiasco (Odd Man Out), regia di Carol Reed (1947)
- Il fuggitivo (Escape), regia di Joseph L. Mankiewicz (1948)
- La stanzetta sul retro (The Small Back Room), regia di Michael Powell ed Emeric Pressburger (1949)
- Incantesimo nei mari del sud (The Blue Lagoon), regia di Frank Launder (1949)
- La volpe (Gone to Earth), regia di Michael Powell ed Emeric Pressburger (1950)
- L'inafferrabile Primula Rossa (The Elusive Pimpernel), regia di Michael Powell ed Emeric Pressburger (1950)
- I tre soldati (Soldiers Three), regia di Tay Garnett (1951)
- Il segreto del lago (The Secret of Convict Lake), regia di Michael Gordon (1951)
- Più forte dell'amore (The Blue Veil), regia di Curtis Bernhardt e, non accreditato, Busby Berkeley (1951)
- Saadia, regia di Albert Lewin (1953)
- Il cargo della violenza (Passage Home), regia di Roy Ward Baker (1955)
- L'uomo che non è mai esistito (The Man Who Never Was), regia di Ronald Neame (1956)
- Il giardiniere spagnolo (The Spanish Gardener), regia di Philip Leacock (1956)
- Colpo di mano a Creta (Ill Met by Moonlight), regia di Michael Powell ed Emeric Pressburger (1957)
- Storie irlandesi (The Rising of the Moon), regia di John Ford (1957)
- Avventura a Soho (Miracle in Soho), regia di Julian Amyes (1957)
- 24 ore a Scotland Yard (Gideon's Day), regia di John Ford (1958)
- Nuda nell'uragano (Floods of Fear), regia di Charles Crichton (1958)
- Il fronte della violenza (Shake Hands with the Devil), regia di Michael Anderson (1959)
- I cospiratori (A Terrible Beauty), regia di Tay Garnett (1960)
- Johnny Nobody, regia di Nigel Patrick (1961)
- Il generale non si arrende (Waltz of the Toreadors), regia di John Guillermin (1962)
- Il delitto della signora Allerson (I Thank a Fool), regia di Robert Stevens (1962)
- Incubo sulla città (80,000 Suspects), regia di Val Guest (1963)
- La spia che venne dal freddo (The Spy Who Came in from the Cold), regia di Martin Ritt (1965)
- A caccia di spie (Where the Spies Are), regia di Val Guest (1966)
- Fahrenheit 451, regia di François Truffaut (1966)
- La bisbetica domata, regia di Franco Zeffirelli (1967)
- Galileo, regia di Liliana Cavani (1968)
- Edipo re (Oedipus the King), regia di Philip Saville (1968)
- David Copperfield, regia di Delbert Mann (1969)
- Lo strano triangolo (Country Dance), regia di J. Lee Thompson (1970)
- Sapore di donna (The Ballad of Tam Lin), regia di Roddy McDowall (1970)
- Sacco e Vanzetti, regia di Giuliano Montaldo (1971)
- Harold e Maude (Harold and Maude), regia di Hal Ashby (1971)
- La polizia ringrazia, regia di Steno (1972)
- La mala ordina, regia di Fernando Di Leo (1972)
- ...più forte ragazzi!, regia di Giuseppe Colizzi (1972)
- Il giorno dello sciacallo (The Day of the Jackal), regia di Fred Zinnemann (1973)
- La mano spietata della legge, regia di Mario Gariazzo (1973)
- Arrivano Joe e Margherito, regia di Giuseppe Colizzi (1974)
- Il venditore di palloncini, regia di Mario Gariazzo (1974)
- La rinuncia (The Abdication), regia di Anthony Harvey (1974)
- Paura in città, regia di Giuseppe Rosati (1976)
- Gesù di Nazareth, regia di Franco Zeffirelli (1977)
- L'assoluzione (True Confessions), regia di Ulu Grosbard (1981)
- Don Camillo, regia di Terence Hill (1983)
- Orwell 1984 (Nineteen Eighty-Four), regia di Michael Radford (1984)
- Little Dorrit, regia di Christine Edzard (1988)
- Il mio piede sinistro (My Left Foot: The Story of Christy Brown), regia di Jim Sheridan (1989)
- Cuori ribelli (Far and Away), regia di Ron Howard (1992)

### Televisione
- La commedia degli errori (The Comedy of Errors), regia di James Cellan Jones (1983)

## Doppiatori italiani
Nelle versioni in italiano delle opere in cui ha recitato, Cyril Cusack è stato doppiato da:
- Stefano Sibaldi in Fuggiasco, Il cargo della violenza, Arrivano Joe e Margherito, Don Camillo
- Giorgio Piazza in La mala ordina, Il giorno dello sciacallo, Gesù di Nazareth, L'assoluzione
- Carlo Romano in Il segreto del lago, L'uomo che non è mai esistito, ...più forte ragazzi!
- Bruno Persa in La spia che venne dal freddo, Fahrenheit 451, La mano spietata della legge
- Gianfranco Bellini in Colpo di mano a Creta, Paura in città
- Manlio Busoni in Il fronte della violenza
- Elio Pandolfi in La bisbetica domata
- Giuseppe Rinaldi in Galileo
- Nino Dal Fabbro in Sacco e Vanzetti
- Gualtiero De Angelis in La polizia ringrazia
- Sergio Tedesco in La commedia degli errori
- Gianni Musy in Orwell 1984
- Sandro Tuminelli in Il mio piede sinistro
- Mario Mastria in Cuori ribelli
- Giancarlo Dettori in La commedia degli errori (ridoppiaggio)